# 成田用水
成田用水（なりたようすい）は、成田国際空港周辺の市町の農地に利根川から取水した水を供給する千葉県の用水である。

## 概要
成田用水は利根川から水を取水し、パイプラインやファームポンドを通じて、成田市・多古町・横芝光町・芝山町の1市3町に跨る、約3,300ヘクタールの農地に灌漑用水を供給している。
用水のルートとしては、利根川の水を新川機場で組み上げ、成田幹線及び小泉機場を経由して、各市町の水田や畑に送っている。
主な施設は以下の通り。
- 新川揚水機場
- 根木名川水管橋
- 小泉揚水機場
- 小泉中継水槽
- ファームポンド

## 経緯

### 成田用水開削前の下総台地での農作

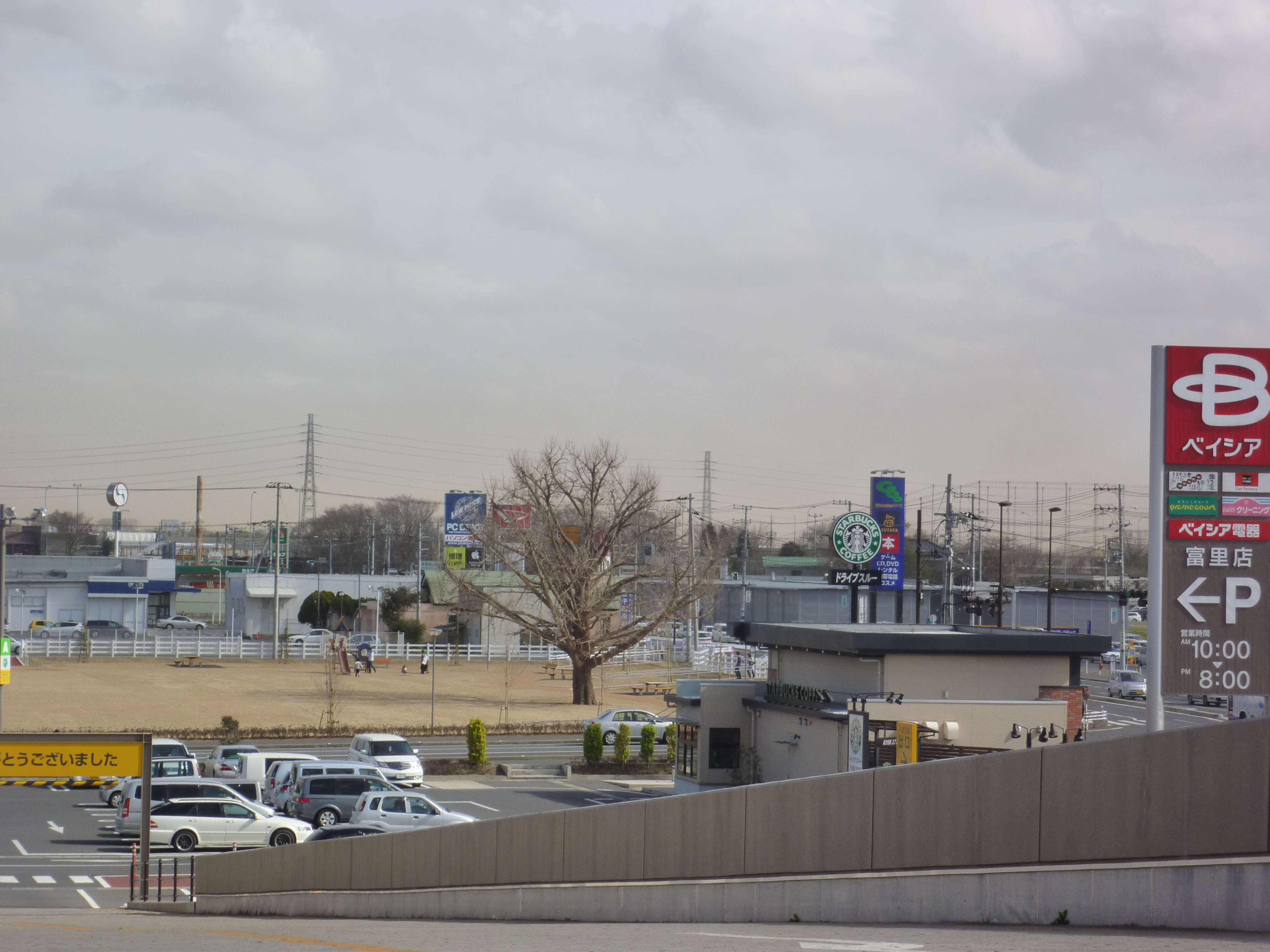
春一番が吹いた日の下総台地。土が舞い上がり空が赤茶色に染まっていることが確認できる。

千葉県北部を跨る下総台地は気候が温暖であるが、地下水位が低く水源に乏しいうえに赤土と呼ばれる透水性が高い関東ロームをはじめとする火山灰土が堆積している洪積台地である。一帯は周期的な干ばつに見舞われてきており、冬から春にかけての乾燥期には赤風と呼ばれる砂嵐が吹き荒れ、作物の苗や肥料が土壌ごと飛ばされ跡形も残らなくなるような土地であった。その為、元来台地上の土地は農作物を育てる場所としては限定的な使用しかできなかった。戦後になると化学肥料が普及し、地表に広く分布するリン酸分の乏しい黒ボク土でも土壌改良が可能になったことで、下総台地でも多様な農作物を安定的に生産できる素地が出てきたが、農業用水の問題は依然として残されていた。
また、下総台地の縁辺部では、縄文海進期の海蝕や河川による侵蝕により台地が削られて形成された谷地が各所にあり、そこでは古くから谷津田と呼ばれる牧歌的な水田で入会地を用いた自給自足的な農業が営まれていた。しかし、谷津田は年間を通して土壌を乾かせない強湿田であり、人間の腰や膝の位置までが浸かるほど水が溜まるため、近代に入り農業技術が発達し入会地等の利点が薄れると、水管理や大型農業機械の導入ができない谷津田は相対的に農地としての生産性が低くなっていった。

### 新東京国際空港建設と成田用水事業

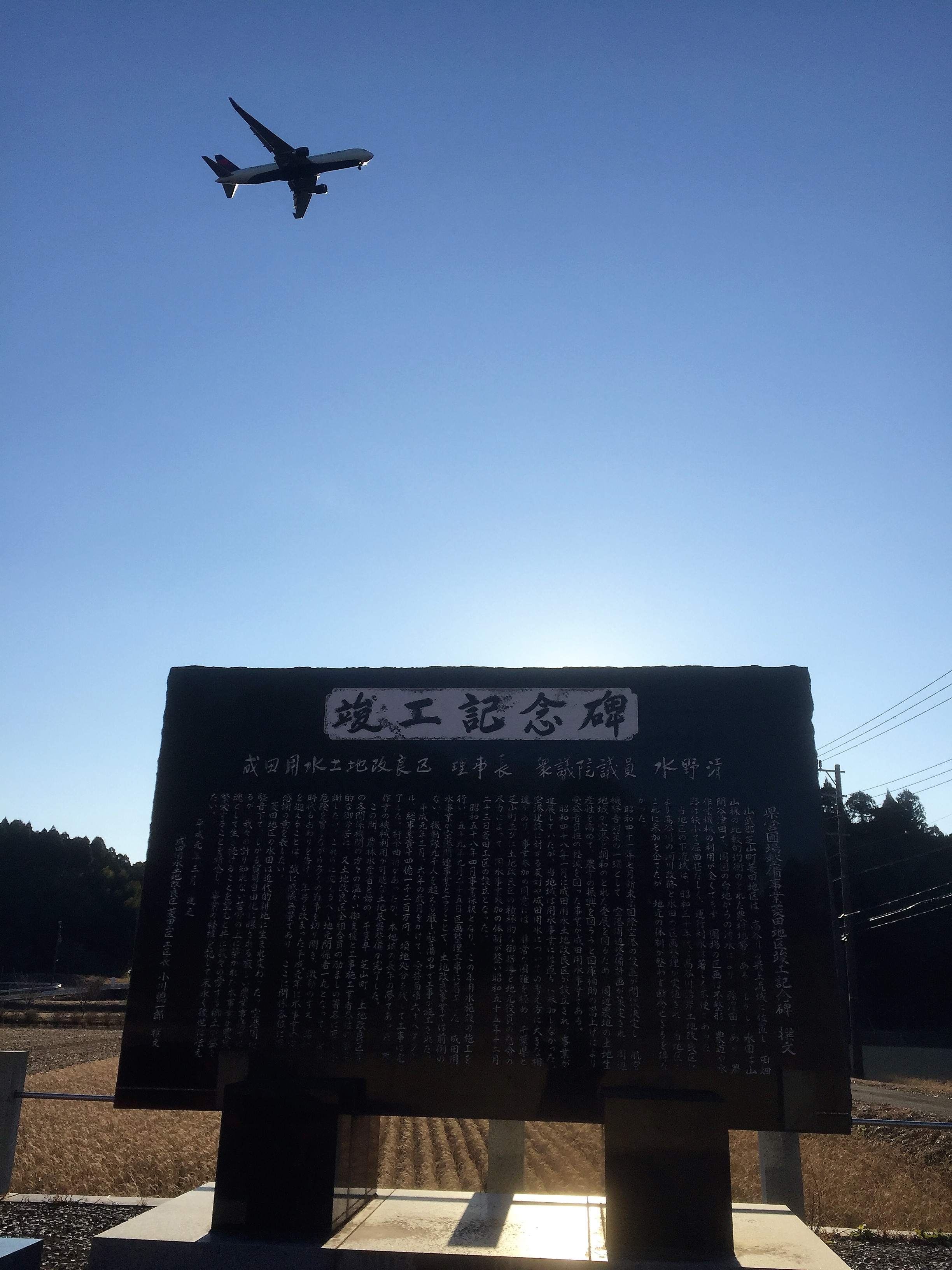
芝山町菱田地区にある成田用水竣工記念碑とデルタ航空のボーイング767-300

1966年7月4日の佐藤栄作内閣の閣議決定（s:新東京国際空港の位置及び規模について）によって、新東京国際空港（現在の成田国際空港）が、千葉県の成田市と芝山町を跨いで建設されることとなった。
しかし、当時空港は迷惑施設として世間から認識されており、更に政界と行政の折衝のもとでなされた新空港の計画策定においては、住民参加の過程が全く踏まれていなかった。複雑な情勢の中で地元住民への十分な説明抜きになされたこの計画決定は、結果として激しい反対運動を招くこととなった（成田空港問題）。

そこで日本国政府は、地元の懐柔策として、自治体からの要望に応じるかたちで、1970年3月28日に「新東京国際空港周辺整備のための国の財政上の特別措置に関する法律」（財特法、現「成田国際空港周辺整備のための国の財政上の特別措置に関する法律」）を制定した。成田用水事業は同法に基づき、新空港に係る周辺対策事業の一環として、空港周辺地域（成田市、旧下総町、旧大栄町、多古町、芝山町、旧横芝町の空港計画地外の農地）を受益地として計画された。成田用水事業は、国からの90%を超える異例な高率補助のもと、下総台地の農地に給水・排水機能を付与するものであり、長年水利問題を抱えながら農業を続けてきた地元農家にとって光明となるはずの事業であった。
一方で、事業の対象となる地区は、上記のとおり三里塚闘争の渦中にあり、成田用水事業は空港建設と引き換えのいわば「アメ」であったことから、その受入を巡って地域住民らは紛糾した。特に1978年12月に受益対象区域が三里塚芝山連合空港反対同盟の拠点であった菱田地区にまで広げられると、空港計画地内で畑作を行う農家と、計画地外で稲作を行う農家の間で深刻な対立が生まれ、空港反対運動を牽引していた三里塚芝山連合空港反対同盟が、新東京国際空港開港後の1983年3月8日に『北原派』と『熱田派』に分裂し、反対派農家の大多数が三里塚闘争から離脱する要因の一つともなった。
幹線水路と揚水場の建設は、国家事業として水資源開発公団が担い、支線水路・畑地総合整備・圃場整備は県営事業として行われた。空港反対運動に"支援者"として介入していた新左翼の過激派（極左暴力集団）は、これまで反対運動を行ってきた農家であっても、事業の賛同者は全て新空港建設の推進者であるものと見なした。中でも中核派は『全学菱田決戦行動隊』を結成して現地をパトロールし、首都圏から活動家を緊急動員できる体制を整えるなど、用水着工阻止闘争に取り組んでいった。過激派らは賛同者に対して街宣車での激しい誹謗中傷や、田畑を荒らす等の嫌がらせを行った他、水利施設や土地改良区事務所への放火など事業への妨害を度々繰り返した。
その為、成田空港に係る左翼テロが活発化していた時期にあたる用水敷設工事は、機動隊の護衛を受けながら実施された。更には工事請負業者そのものもテロリズムの標的になり、各地で放火事件が相次いだ。1984年10月1日には、佐原市にある成田用水事業の請負業者の社長宅が中核派によって放火され、社長宅だけでなく、事業とは無関係の近接した住宅2棟までもが巻き添えで被害を受ける事件が発生している（成田用水工事事業者連続放火事件）。
このような妨害の中でも、1981年に成田用水は通水を開始し、1993年の成田用水土地改良区の末端灌漑排水施設整備をもって、事業が完了した。
上記のような数奇な過程を経て進められた事業ではあったが、成田用水は千葉県における農業経営の近代化と安定化に大きく貢献している。
2019年度から10年間で、約181億円をかけて用水施設の耐震・老朽化対策が進められ、千葉県はこれに充てるため、財特法の期限延長と更新事業への適用を求めている。